# Prélude et fugue en fa mineur (BWV 857)
Le Clavier bien tempéré I
Pour un article plus général, voir Le Clavier bien tempéré.
Le prélude et fugue en fa mineur (BWV 857) est le douzième couple de préludes et fugues du premier livre du Clavier bien tempéré de Jean-Sébastien Bach, compilé vers 1722.
Le prélude est empreint d'une touchante mélancolie. La fugue à quatre voix est pathétique, inhabituellement longue et l'une des plus fortement pensées du recueil.

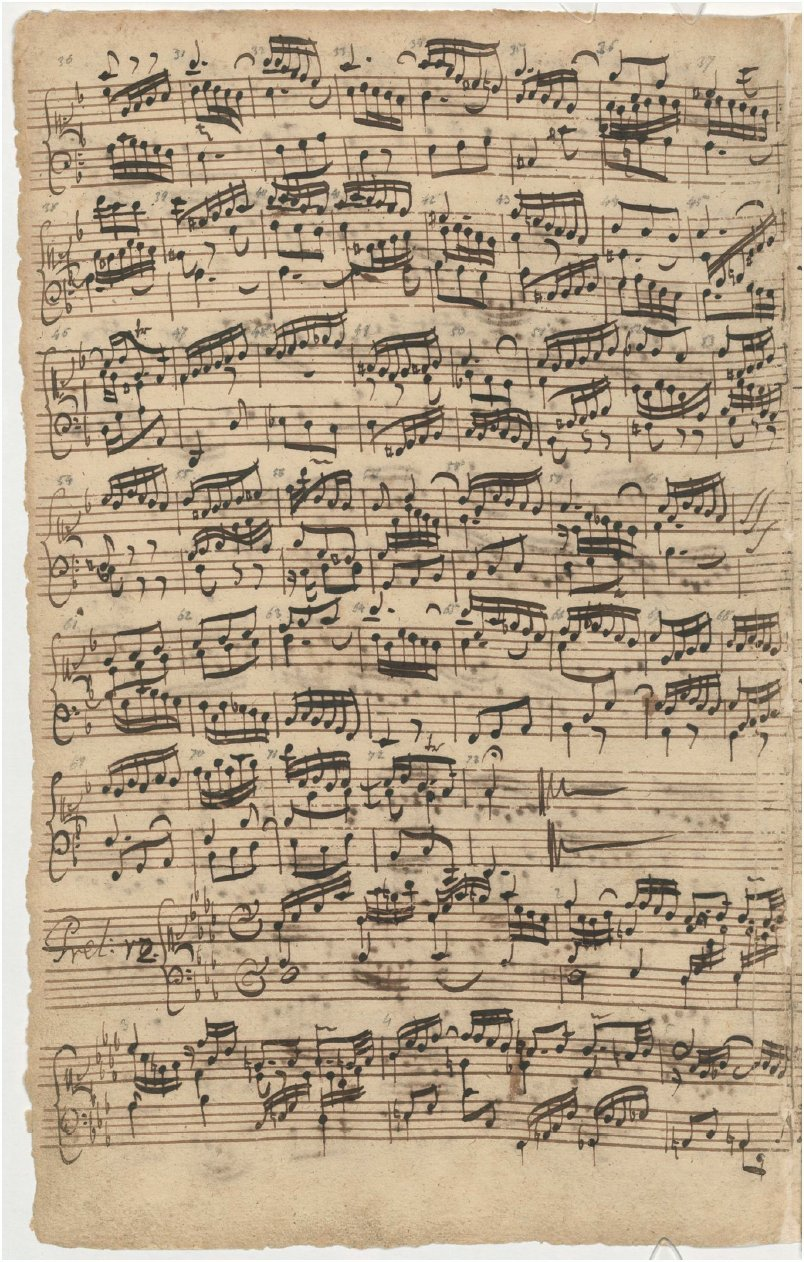
En bas de page, le manuscrit autographe de l'incipit du prélude en fa mineur.

## Prélude
Le prélude, noté , comporte 22 mesures. 
La première moitié du premier cahier du Clavier bien tempéré se conclut avec une imposante paire. Bach attachait visiblement beaucoup de prix à ce prélude, dont la gravité de la tonalité se rapproche de la cantate BWV 12 « Pleurer, gémir, souffrir, renoncer ».
C'est l'un des plus touchants préludes, d'une « mélancolie grise », constitué une polyphonique très libre du style brisé, en voix souvent virtuelle et sans silences, chef-d'œuvre que certains ont vu destiné à l'orgue en raison de l'abondance des liaisons et la pédale de la coda. Il n'est pas écrit à quatre voix strictes, mais les noires tenues figurent cette voix supplémentaire. Le thème réapparaît dans le ton, sur une pédale de dominante juste avant la coda.

## Fugue
La fugue à quatre voix, notée , longue de 58 mesures, est l'une des plus fortement pensées du recueil et inhabituellement longue. 
Le sujet, est presque un thème de choral figuré, il comprend dix notes chromatiques en noires, sur une octave et trois mesures et accompli le chemin de la dominante à la tonique. Avec la réponse qui ajoute le fa-dièse et le mi-bémol, toutes les notes de la gamme chromatique sont entendues. C'est un sujet tout à fait inhabituel et seulement comparable avec celui de la 24e fugue. 
L'ornementation de l'avant-dernière note n'est que conjecture interprétative, car aucun signe d'ornementation ou trille (comme dans la fugue en si mineur), n'est authentique et dans certains cas impossible à réaliser, bien qu'un trille court puisse souligner la présence du sujet dans une voix intermédiaire (par exemple mesure 36).

Presque directement, s'enchaîne les deux contre-sujets qui se combinent systématiquement au sujet dans un renversement régulier. Le premier (mesures 4) oppose au sujet ses quatre incises et parcourt une octave. Cette figure appelée « soupirs » apparaît ensuite presque à chaque mesure de l'œuvre. Le saut d'octave vers le grave n'est présent que dans l'exposition, mais n'est pas maintenu ensuite.

Le second, énoncé une première fois à la fin de la mesure 7, renforce le premier. Les trois motifs réunis forment un ensemble plein de dissonances et de sévérité. Bien que la conception soit un contrepoint renversable, toutes les combinaisons possibles du sujet et de ses contre-sujets ne sont pas utilisées. Les ponts également sont librement permutables, les deux premiers (mesures 10–13 et 16–19) fournissent le matériel pour les autres (cinq), sauf l'exception des mesures 37 à 40, inspiré du matériau du premier contre-sujet.

L'exposition présente le sujet successivement au ténor, alto, basse (avec les deux contre-sujets dorénavant sauf mesure 40) et après trois mesures d'une marche harmonique, au soprano à qui Bach, hardiment confie le sujet (mesure 13) et non la réponse attendue. Les entrées suivantes se font deux à deux pas plus : au ténor, à trois voix (mesures 19), basse (mesure 27) ; à l'alto en la-bémol majeur (mesure 34), ténor sans les contre-sujets (mesure 40) ; au soprano en mi-bémol majeur, trois voix (mesure 47) et à la basse (mesure 53). Le contours des voix est confus sur les deux portées, en raison des nombreux croisements de voix des différents motifs.
Notons que la basse s'interrompt par deux fois sur de longues mesures (19–27 et 47–53) avant de réapparaître en tant que sujet. Vers la fin du second développement (mesures 27–46), le ténor entre seul, sans les deux contre-sujets (mesure 40).
Cette fugue présente une absence de division claire entre l'exposition et les épisodes. Elle se compose d'entrées individuelles du sujet jointes par des ponts de quelques mesures, mais peu développés et jamais articulés en tant que passages distincts.

Intercalées entre chaque retour du sujet, les ponts/divertissements en marches (mesures 22–25 ; 31–33 ; 50–52) apportent la détente dans un traitement parfaitement diatonique. C'est donc le support de l'opposition et du contraste, avec le sujet chromatique et tendu, formant « deux principes ». La forme de cette fugue évoque ainsi le rondo. Pour ménager le registre où se présente le sujet, ces divertissements sont à trois voix, excepté le dernier (mesures 43–47). Mais dans ce divertissement le soprano use que de son registre le plus grave, ce qui donne l'impression d'une autre voix lors du retour du sujet.
Le motif rythmique en dactyles est emprunté au premier pont entre le sujet et le premier contre-sujet. Ce rythme, très utilisé dans les cantates, est appelé par Albert Schweitzer « le motif de la joie », mais il est ici plein de sérénité et empreint de la paix de l'âme.

## Relation
Le prélude « laisse pressentir dans l'ombre » le sujet en notes très allongées (coda, mesures 16–20).

## Genèse
La première version connue par une copie de Forkel du prélude, s'arrête à la mesure 15 de la version définitive et ajoute quatre mesures conclusives.

La seconde version quasi définitive du prélude, est dans le Clavierbüchlein de Wilhelm Friedemann Bach (no 24, onzième prélude).

## Postérité
Emmanuel Alois Förster (1748–1823) a réalisé un arrangement pour quatuor à cordes de la fugue, interprété notamment par le Quatuor Emerson.
Théodore Dubois en a réalisé une version pour piano à quatre mains, publiée en 1914.
Reinhard Huuck en a réalisé un arrangement pour quatuor de saxophone, enregistré pour la première fois par l'ensemble Ferio, pour le label Chandos (2018, CHAN 10999), avec le prélude et fugue BWV 885.